# 段成式
段成式（803年？—863年），字柯古。邹平（今屬山東濱州）人。后随父徙宜城，唐代博物學家、詩人、官員。世家子弟，遍览群书，善於佛学。官至太常少卿。段成式善於詩歌駢文，与李商隐、温庭筠齐名，称为“三十六体”。著有《酉阳杂俎》。

## 生平簡介
段成式之生年不詳。褒國公段志玄之裔孙。其父段文昌在唐宪宗朝曾出任宰相。段成式凭着父亲的关系，没有经过科举就进秘书省当了校书郎。唐文宗开成初年，任职集贤殿。歷官吉州、處州、江州刺史，至太常少卿。据《旧唐书》的记载，段成式生性散淡，“博学强记，多奇篇秘籍”，喜欢读书。
《酉阳杂俎》是段成式流传下来的著作，其中记录很多当时的奇闻逸事，与晋张华《博物志》相类。另有《庐陵官下记》2卷，已佚。《说郛》辑得佚文60余则。
段成式寓居襄阳，與温庭筠有唱和，輯為《汉上题襟集》，兩家頗睦，溫庭筠的女儿嫁给了段成式的儿子段安节。咸通四年六月去世。

## 子女
- 段安节，段成式之子，精於音律。娶温庭筠之女為妻。唐昭宗时任国子司业，官至朝议大夫。

## 維基、公有領域資源
- 【唐】 段成式 撰 四部叢刊 子部 景上海涵芬樓藏明刊本《酉陽雜俎》前集 (卷一至卷五)。
- 【唐】 段成式 撰 四部叢刊 子部 景上海涵芬樓藏明刊本《酉陽雜俎》前集 (卷六至卷十三)。
- 【唐】 段成式 撰 四部叢刊 子部 景上海涵芬樓藏明刊本《酉陽雜俎》前集 (卷十四至卷二十)     。
- 四部叢刊 子部 景上海涵芬樓藏明刊本  【唐】 段成式 撰《酉陽雜俎》續集。

archive.org查詢段成式公有領域著作